# Waンダーランド
Jパワー&よんでんWaンダーランド（ジェー パワー アンド よんでんワンダーランド）は、徳島県阿南市福井町にある公園。

## 概要
電源開発と四国電力が運営する公園で、橘湾と山に囲まれた豊かな自然の中にあり、目の前には国内最大の石炭火力発電量を誇る橘湾火力発電所がある小勝島があり、公園はその対岸に位置する。
園内には、発電の仕組みや科学の不思議をわかりやすく紹介しているスパイラル館と巨大な航空写真の上を散策して観光スポットを巡ることができる床や天井からクジラの骨が宙に浮かぶクリスタル館がある。

## 園内の施設
- クリスタル館

マッコウクジラの骨や阿南市の航空写真を展示。
- スパイラル館

発電の仕組みや科学体験ができる施設。
- Waンダーホール

スパイラル館内にある体育館。
- Waンダーグランド
- キッズ広場

ほか

## 施設概要
- 営業時間：10:00-17:00
- 休業日：毎週火曜日・年末年始
- 駐車場：170台

## 交通
- JR牟岐線阿波橘駅下車、車で約15分。
- 徳島バス阿南「福井大原バス停」から徒歩約20分。